# Патріс Лекорню
Патріс Лекорню (фр. Patrice Lecornu, 24 березня 1958, Флер — 3 жовтня 2023) — французький футболіст, що грав на позиції півзахисника. Виступав, зокрема, за клуби «Ред Стар» та «Нант», а також національну збірну Франції. Після закінчення виступів на футбольних полях — французький футбольний  тренер, очлював свою колишню команду «Ред Стар».

## Клубна кар'єра
У 1975 році Патріс Лекорню розпочав грати у складі команди «АСПТТ Каен», в якій грав до 1976 року, взявши участь у 20 матчах чемпіонату.
У 1976 році Лекорню перейшов до складу клубу «Ред Стар», у якому грав до 1978 року, та став у паризькій команді гравцем основного складу. Протягом 1978—1981 років футболіст грав у складі клубу «Анже», де також був основним гравцем середньої лінії команди.
У 1981 році футболіст перейшов до клубу «Нант», де також розпочав грати як футболіст основного складу. Проте невдовзі Лекорню отримав травму колінного суглоба, а після відновлення потрапив у серйоозну автомобільну аварію, і з 1982 до 1984 року футболіст практично не грав у основному складі «Нанта».
У 1984 році Патріс Лекорню повернувся до команди «Ред Стар», у складі якої завершив виступи на футбольних полях у 1985 році.

## Виступи за збірні
У 1977 році Патріс Лекорню грав у складі юнацької збірної Франції віком до 20 років.
У 1979 році Лекорню дебютував у складі національної збірної Франції. У складі національної збірної грав до 1981 року, провів у її складі 3 матчі, в яких забитими голами не відзначився.

## Тренерська кар'єра
Після завершення виступів на футбольних полях Патріс Лекорню спочатку працював у тренерському штабі клубу «Ред Стар», а в 1989—1990 роках працював головним тренером клубу, після чого повернувся до роботи в тренерському штабі «Ред Стар».

## Смерть
Помер Патріс Лекорню 3 жовтня 2023 року на 66-му році життя внаслідок хвороби Альцгеймера.
| Дата       | Місто | Господарі | Результат | Гості    | Турнір           | Голи | Примітки |
| ---------- | ----- | --------- | --------- | -------- | ---------------- | ---- | -------- |
| 10-10-1979 | Париж | Франція   | 3 – 0     | США      | товариський матч | -    |          |
| 27-2-1980  | Париж | Франція   | 5 – 1     | Греція   | товариський матч | -    |          |
| 15-5-1981  | Париж | Франція   | 1 – 3     | Бразилія | товариський матч | -    |          |
| Усього     |       | Матчів    | 3         |          | Голів            | 0    |          |